# Clube Desportivo Monte Carlo
Clube Desportivo Monte Carlo é um clube de futebol macaense fundado em 1984. Os seus jogos em casa são disputados no Estádio Campo Desportivo.

## Títulos
- Liga de Elite: 5
  - 2002, 2003, 2004, 2007–08, 2013